# Dylan Moran
Dylan William Moran, född 3 november 1971 i Navan i County Meath, är en irländsk ståuppkomiker och skådespelare.
Dylan Moran har, tillsammans med Graham Linehan, skrivit och medverkat i TV-serien Black Books. Där medverkade även Bill Bailey och Tamsin Greig. Han gjorde en kritikerrosad föreställning, Monster, som spelades in 2004. Han har vunnit flera priser som ståuppkomiker och uppträder ofta på internationella komedifestivaler.

## Filmografi (urval)
- 1999 – Notting Hill
- 2000–2004 – Black Books (TV-serie) (även skapare och manusförfattare)
- 2003 – The Actors
- 2004 – Shaun of the Dead
- 2007 – Run Fatboy Run
- 2008 – A Film with Me in It
- 2011 – The Other Bride
- 2014 – Calvary
- 2024 – The Killer's Game